# 29P/Schwassmann-Wachmann
29P/Schwassmann-Wachmann o Cometa Schwassmann-Wachmann 1 è una cometa periodica del Sistema solare, scoperta il 15 novembre 1925 da Arnold Schwassmann e Arno Arthur Wachmann dall'Osservatorio di Amburgo, in Germania. La cometa fu scoperta da immagini fotografiche durante una fase di outburst, come un oggetto della 13ª magnitudine. Nel 1931 furono rintracciate immagini scattate il 4 marzo 1902 in cui la cometa appariva come un oggetto della 12ª magnitudine.
La cometa presenta un comportamento inusuale: solitamente appare come un oggetto della 16ª magnitudine, che in seguito ad episodici outburst può raggiungere rapidamente la 12ª magnitudine. Ciò si ripete all'incirca una volta l'anno, e perdura per una o due settimane, dopo le quali la cometa si affievolisce e torna ad apparire come un oggetto della 16ª magnitudine. Sono state osservate variazioni della luminosità della cometa comprese tra la 19ª e la 9ª magnitudine (dei suoi outburst più luminosi) - un incremento in luminosità che corrisponde ad un fattore diecimila.
Si ritiene che la cometa sia un centauro, un planetoide ghiacciato che descrive un'orbita compresa fra quelle di Giove e Nettuno e che sviluppa una chioma nell'avvicinarsi al perielio. L'orbita della cometa è influenzata dall'azione gravitazionale di Giove, che nello scorso secolo ha avuto un effetto stabilizzante. L'eccentricità ed il periodo orbitale infatti sono diminuiti da 0,15 all'attuale 0,04 e da 16,0 a 14,9 anni, rispettivamente.